# 로즈말링

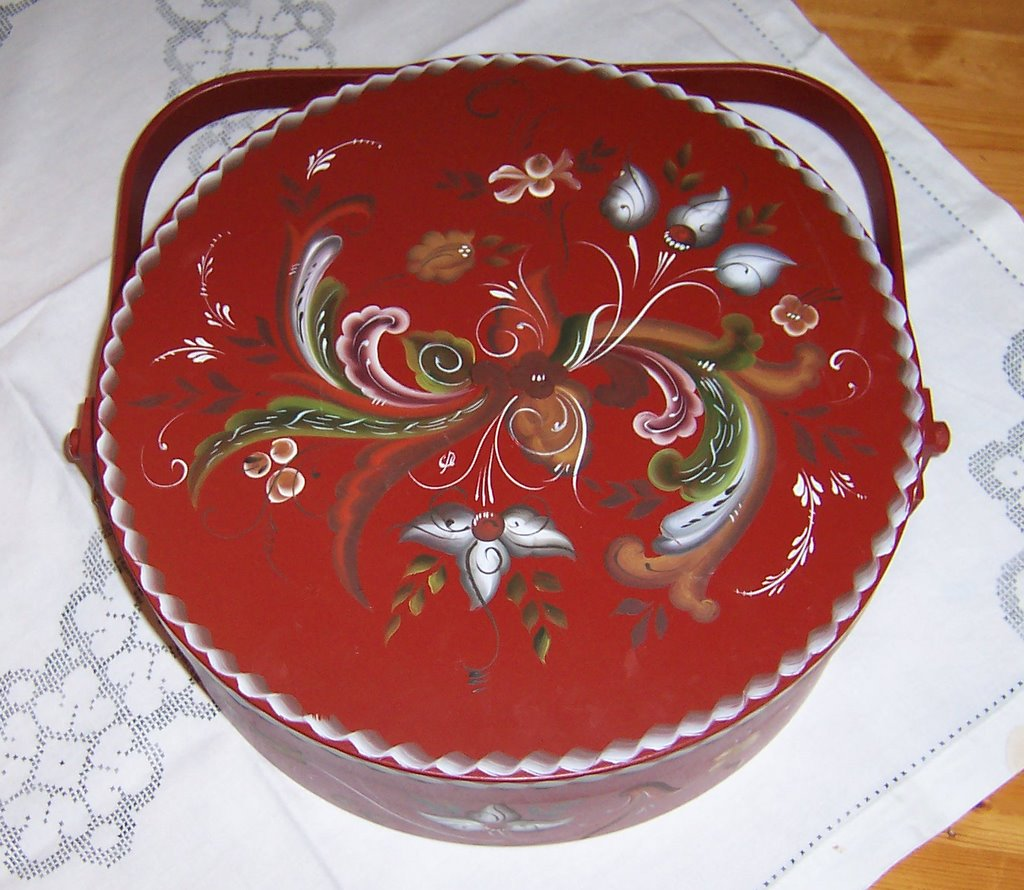
로즈말링

로즈말링(Rosemaling)은 가구, 목제, 식기 등에 새겨진 노르웨이 농민풍의 꽃무늬 그림이다.